# Chorioactis
Genre
Chorioactis est un genre du règne des Fungi. Sa seule espèce est le Chorioactis geaster. Au Japon, il est connu comme le Kirinomitake (キリノミタケ).
Sa distribution est atypique car elle est disjointe entre le Texas et le Japon.

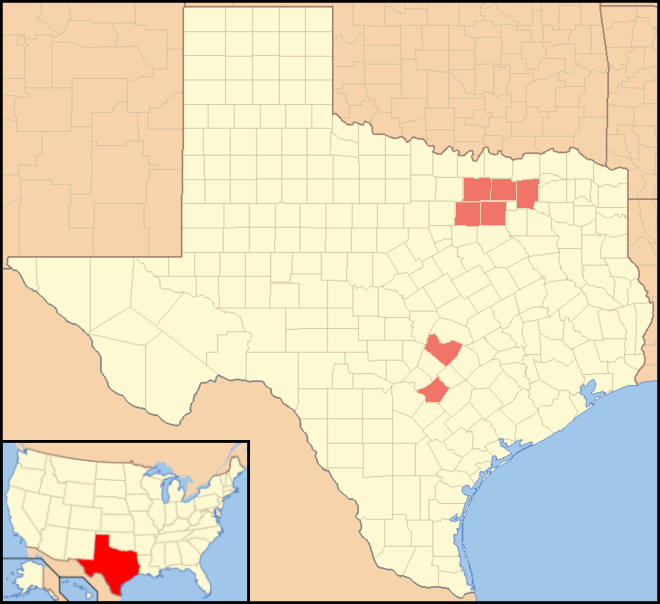
Distribution au Texas.
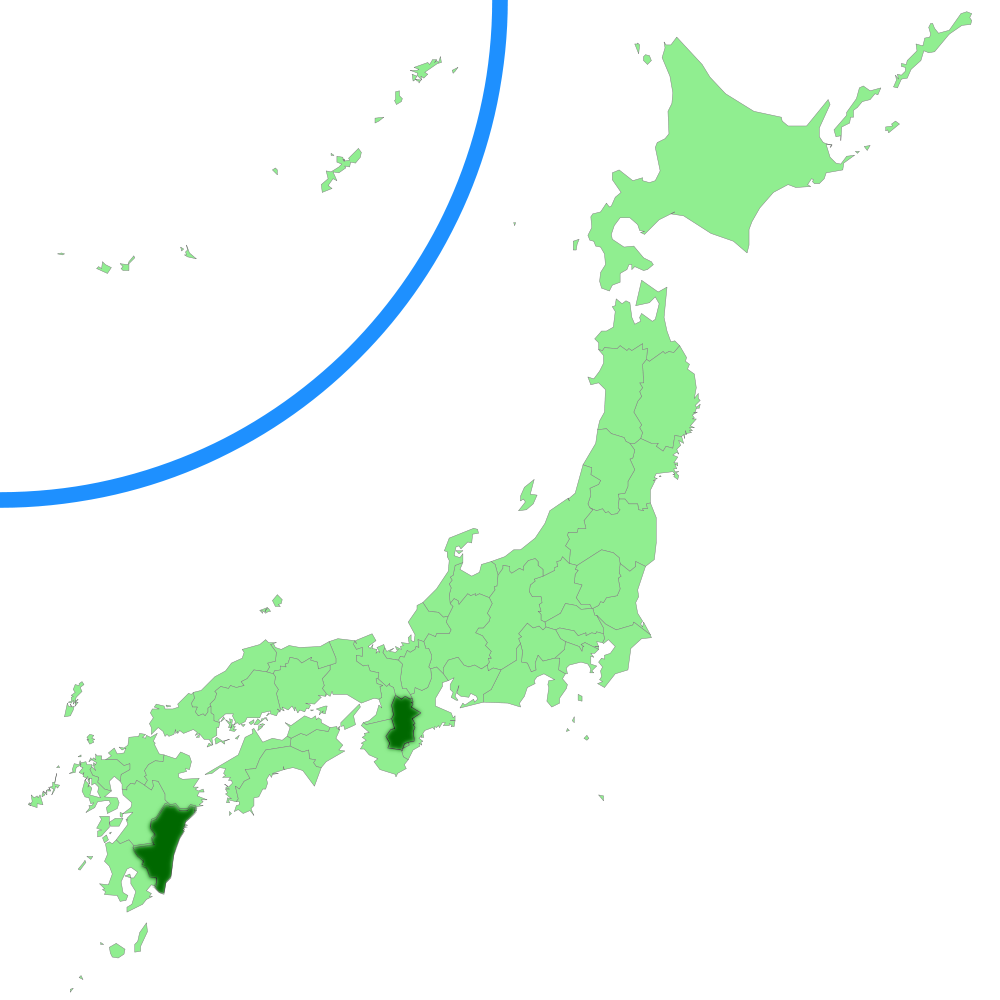
Distribution au Japon.